# Анкос
Анко́с (фр. Encausse) — коммуна во Франции, находится в регионе Юг — Пиренеи. Департамент — Жер. Входит в состав кантона Колонь. Округ коммуны — Ош.
Код INSEE коммуны — 32120.

## География

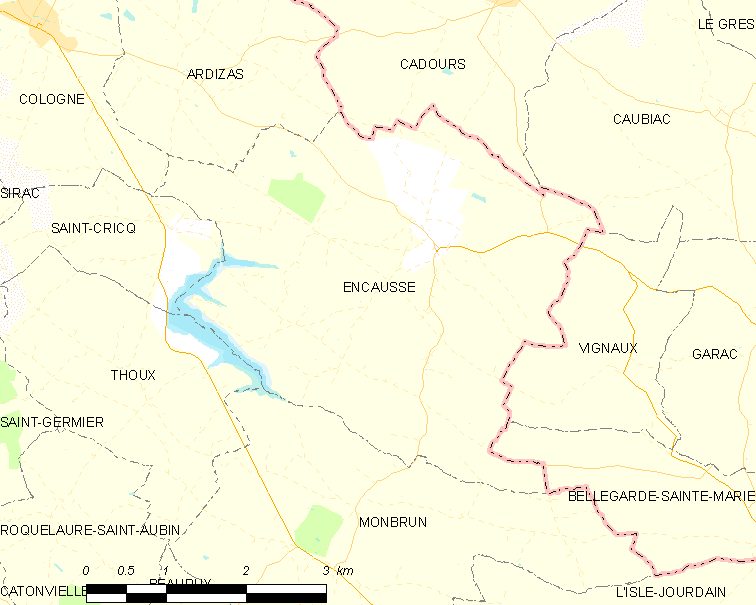
Карта коммуны

Коммуна расположена приблизительно в 590 км к югу от Парижа, в 35 км западнее Тулузы, в 37 км к востоку от Оша.
На западе коммуны расположено озеро Ту-Сен-Крик (фр. Thoux Saint-Cricq).

## Климат
Климат умеренно-океанический. Лето жаркое и немного дождливое, температура часто превышает 35 °С. Зимой часто бывает отрицательная температура и ночные заморозки. Годовое количество осадков — 700—900 мм.

## Население
Население коммуны на 2010 год составляло 386 человек.
| 1962 | 1968 | 1975 | 1982 | 1990 | 1999 | 2010 |
| ---- | ---- | ---- | ---- | ---- | ---- | ---- |
| 286  | 255  | 238  | 258  | 274  | 270  | 386  |

## Администрация
| Период | Период | Фамилия      | Партия | Примечания |
| ------ | ------ | ------------ | ------ | ---------- |
| 2001   | 2014   | Жак Педрико  |        |            |
| 2014   | 2020   | Даниэль Соро |        |            |

## Экономика
В 2010 году среди 242 человек трудоспособного возраста (15-64 лет) 190 были экономически активными, 52 — неактивными (показатель активности — 78,5 %, в 1999 году было 66,1 %). Из 190 активных жителей работали 177 человек (98 мужчин и 79 женщин), безработных было 13 (4 мужчины и 9 женщин). Среди 52 неактивных 15 человек были учениками или студентами, 19 — пенсионерами, 18 были неактивными по другим причинам.